# طوني براون (لاعب رغبي أسترالي)
طوني براون (بالإنجليزية: Tony Brown)‏ هو لاعب دوري الرغبي أسترالي، ولد في 1936 في أستراليا. لعب مع منتخب أستراليا الوطني لدوري الرغبي.